# 阿图什站
阿图什站，位于中华人民共和国新疆维吾尔自治区克孜勒苏柯尔克孜自治州阿图什市松他克乡，是南疆铁路上的火车站，建于1999年，现由中国铁路乌鲁木齐局集团喀什车务段管辖。

## 車站周邊
- 阿图什市火车站派出所
- 阿图什市公安局森林派出所
- 克州人民医院
- 松他克乡温吐萨克小学
- 克州体育中心
- 克孜勒苏广播电视大学
- 中国农业银行光明路分理处
- 克孜勒苏柯尔克孜自治州地方税务局
- 克孜勒苏柯尔克孜自治州国家税务局
- 阿图什市地税稽查局
- 克孜勒苏柯尔克孜自治州第二中学

## 歷史
- 建于1999年。